# Ariel Behar
Ariel Behar (Montevideo, 12 november 1989) is een Uruguayaans tennisser die voornamelijk actief is in het dubbelspel.

## Carrière
Behar maakte zijn grandslamdebuut in 2017, maar geraakte niet voorbij de eerste ronde op Wimbledon. Hij werkte zich langzaam maar zeker op in de ranglijst en tussen 2012 en 2020 veroverde hij 22 challengertitels. In 2021 speelde hij op zowel het Australian Open als Roland Garros, maar kwam opnieuw niet voorbij de eerste ronde. Op de kleinere toernooien heeft hij samen met Gonzalo Escobar meer succes – hij bereikte vijf ATP-finales waarvan hij er twee won in 2021. In 2022 zette hij de goede resultaten voort en speelde twee ATP-finales waarvan hij er een won.

## Palmares
| Legenda                       | Legenda               |
| ----------------------------- | --------------------- |
| Grand Slam                    |                       |
| Olympische Spelen             |                       |
| tot 2009                      | vanaf 2009            |
| Tennis Masters Cup            | ATP Finals            |
| ATP Masters Series            | ATP Tour Masters 1000 |
| ATP International Series Gold | ATP Tour 500          |
| ATP International Series      | ATP Tour 250          |

### Dubbelspel
| Nr.                              | Datum            | Toernooi            | Ondergrond | Partner             | Tegenstanders in finale                             | Score               |         |
| -------------------------------- | ---------------- | ------------------- | ---------- | ------------------- | --------------------------------------------------- | ------------------- | ------- |
| gewonnen finales herendubbelspel |                  |                     |            |                     |                                                     |                     |         |
| 1.                               | 13 januari 2021  | ATP Delray Beach    | Hardcourt  | Gonzalo Escobar     | Christian Harrison Ryan Harrison                    | 6-7, 7-6, [10-4]    | details |
| 2.                               | 11 april 2021    | ATP Marbella        | Gravel     | Gonzalo Escobar     | Tomislav Brkić Nikola Čačić                         | 6-2, 6-4            | details |
| 3.                               | 24 april 2022    | ATP Belgrado        | Gravel     | Gonzalo Escobar     | Nikola Mektić Mate Pavić                            | 6-2, 3-6, [10-7]    | details |
| verloren finales herendubbelspel |                  |                     |            |                     |                                                     |                     |         |
| 1.                               | 7 maart 2021     | ATP Buenos Aires    | Gravel     | Gonzalo Escobar     | Tomislav Brkić Nikola Čačić                         | 3-6, 5-7            | details |
| 2.                               | 25 april 2021    | ATP Belgrado        | Gravel     | Gonzalo Escobar     | Ivan Sabanov Matej Sabanov                          | 3-6, 6-7            | details |
| 3.                               | 13 juni 2021     | ATP Stuttgart       | Gras       | Gonzalo Escobar     | Marcelo Demoliner Santiago González                 | 6-4, 3-6, [8-10]    | details |
| 4.                               | 15 januari 2022  | ATP Adelaide        | Hardcourt  | Gonzalo Escobar     | Wesley Koolhof Neal Skupski                         | 6-7, 4-6            | details |
| 5.                               | 26 juni 2022     | ATP Mallorca        | Gras       | Gonzalo Escobar     | Rafael Matos David Vega Hernández                   | 6-7, 7-6, [1-10]    | details |
| 6.                               | 19 februari 2023 | ATP Buenos Aires    | Gravel     | Nicolás Barrientos  | Simone Bolelli Fabio Fognini                        | 2–6, 4–6            | Details |
| 7.                               | 22 oktober 2023  | ATP Antwerpen       | Hardcourt  | Adam Pavlasek       | Stéfanos Tsitsipás Petros Tsitsipás                 | 7-6(5), 4-6, [8-10] | details |
| gewonnen challengers             |                  |                     |            |                     |                                                     |                     |         |
| 1.                               | 29 januari 2012  | Bucaramanga         | Gravel     | Horacio Zeballos    | Miguel-Angel Lopez Jaen Paolo Lorenzi               | 6-4, 7-6            |         |
| 2.                               | 15 juni 2014     | Košice              | Gravel     | Facundo Argüello    | Andriej Kapas Blazej Koniusz                        | 6-4, 7-6            |         |
| 3.                               | 26 juli 2015     | Scheveningen        | Gravel     | Eduardo Dischinger  | Aslan Karatsev Andrej Koeznetsov                    | walk-over           |         |
| 4.                               | 14 februari 2016 | Santo Domingo       | Gravel     | Giovanni Lapentti   | Jonathan Eysseric Franko Skugor                     | 7-5, 6-4            |         |
| 5.                               | 19 juni 2016     | Poprad-Tatry        | Gravel     | Andrej Goloebev     | Lukáš Dlouhý Andrej Martin                          | 6-2, 5-7, [10-5]    |         |
| 6.                               | 6 november 2016  | Guayaquil           | Gravel     | Fabiano De Paula    | Marcelo Arévalo Sergio Galdós                       | 6-2, 6-4            |         |
| 7.                               | 15 oktober 2017  | Buenos Aires        | Gravel     | Fabiano De Paula    | Máximo González Fabricio Neis                       | 7-6, 5-7, [10-8]    |         |
| 8.                               | 4 maart 2018     | Punta del Este      | Gravel     | Facundo Bagnis      | Simone Bolelli Alessandro Giannessi                 | 6-2, 7-6            |         |
| 9.                               | 1 april 2018     | Marbella            | Gravel     | Guido Andreozzi     | Martin Kližan Jozef Kovalik                         | 6-3, 6-4            |         |
| 10.                              | 3 juni 2018      | Vicenza             | Gravel     | Enrique Lopez-Perez | Facundo Bagnis Fabricio Neis                        | 6-2, 6-4            |         |
| 11.                              | 2 september 2018 | Mallorca            | Hardcourt  | Enrique Lopez-Perez | Daniel Evans Gerard Granollers-Pujol                | walk-over           |         |
| 12.                              | 26 mei 2019      | Jeruzalem           | Hardcourt  | Gonzalo Escobar     | Evan King Julian Ocleppo                            | 6-4, 7-6            |         |
| 13.                              | 28 juli 2019     | Praag               | Gravel     | Gonzalo Escobar     | Andrej Goloebev Oleksandr Nedovjesov                | 6-7, 7-5, [10-8]    |         |
| 14.                              | 8 september 2019 | Genova              | Gravel     | Gonzalo Escobar     | Guido Andreozzi Andrés Molteni                      | 3-6, 6-4, [10-3]    |         |
| 15.                              | 13 oktober 2019  | Santo Domingo       | Gravel     | Gonzalo Escobar     | Orlando Luz Luis David Martínez                     | 6-7, 6-4, [12-10]   |         |
| 16.                              | 27 oktober 2019  | Lima                | Gravel     | Gonzalo Escobar     | Luis David Martínez Felipe Meligeni Rodrigues Alves | 6-2, 2-6, [10-3]    |         |
| 17.                              | 3 november 2019  | Guayaquil           | Gravel     | Gonzalo Escobar     | Pedro Sakamoto Thiago Seyboth Wild                  | 7-6, 7-6            |         |
| 18.                              | 2 februari 2020  | Newport Beach       | Hardcourt  | Gonzalo Escobar     | Antonio Šančić Tristan-Samuel Weissborn             | 6-2, 6-4            |         |
| 19.                              | 23 augustus 2020 | Todi                | Gravel     | Andrej Goloebev     | Elliot Benchetrit Hugo Gaston                       | 6-4, 6-2            |         |
| 20.                              | 30 augustus 2020 | Triëst              | Gravel     | Andrej Goloebev     | Hugo Gaston Tristan Lamasine                        | 6-4, 6-2            |         |
| 21.                              | 6 september 2020 | Cordenons           | Gravel     | Andrej Goloebev     | Andrés Molteni Hugo Nys                             | 7-5, 6-4            |         |
| 22.                              | 25 oktober 2020  | Istanboel           | Hardcourt  | Gonzalo Escobar     | Robert Galloway Nathaniel Lammons                   | 4-6, 6-3, [10-7]    |         |
| 23.                              | 14 mei 2023      | Francavilla al Mare | Gravel     | Nicolás Barrientos  | Sander Arends Petros Tsitsipás                      | 7-6, 3-6, [10-6]    |         |

## Resultaten grote toernooien

### Dubbelspel
| Legenda | Legenda                          |
| ------- | -------------------------------- |
| g.t.    | geen toernooi gehouden           |
| l.c.    | lagere categorie                 |
| –       | niet deelgenomen                 |
| G       | uitgeschakeld in de groepsfase   |
| 1R      | uitgeschakeld in de eerste ronde |
| 2R      | uitgeschakeld in de tweede ronde |
| 3R      | uitgeschakeld in de derde ronde  |
| 4R      | uitgeschakeld in de vierde ronde |
| KF      | uitgeschakeld in de kwartfinale  |
| HF      | uitgeschakeld in de halve finale |
| F       | de finale verloren               |
| W       | het toernooi gewonnen            |
| w-v     | winst/verlies-balans             |

| grandslamtoernooien |     |     |    |      |      |      |    |   |
| Australian Open     | –   | –   | –  | 1R   | 1R   | 3R   | 2R |   |
| Roland Garros       | –   | –   | –  | 1R   | 1R   | 2R   | 2R |   |
| Wimbledon           | 1R  | –   | –  | g.t. | 3R   | 1R   | KF |   |
| US Open             | –   | –   | –  | –    | 1R   | 3R   | 2R |   |
| ATP Masters 1000    |     |     |    |      |      |      |    |   |
| Indian Wells        | –   | –   | –  | g.t. | –    | –    |    |   |
| Miami               | –   | –   | –  | g.t. | –    | –    | –  |   |
| Monte Carlo         | –   | –   | –  | g.t. | 2R   | –    | –  |   |
| Madrid              | –   | –   | –  | g.t. | –    | –    | –  |   |
| Rome                | –   | –   | –  | –    | 2R   | KF   | –  |   |
| Montreal/Toronto    | –   | –   | –  | g.t. | 1R   | KF   | –  |   |
| Cincinnati          | –   | –   | –  | –    | –    | –    | –  |   |
| Shanghai            | –   | –   | –  | g.t. | g.t. | g.t. | –  |   |
| Parijs              | –   | –   | –  | –    | –    | –    | –  |   |
| statistieken        |     |     |    |      |      |      |    |   |
| titels per jaar     | 0   | 0   | 0  | 0    | 2    | 1    | 0  | 0 |
| eindejaarsranking   | 120 | 103 | 76 | 67   | 41   | 42   | 49 |   |